# Jamcósh
Jamcósh är en ort i Mexiko.   Den ligger i kommunen Oxchuc och delstaten Chiapas, i den sydöstra delen av landet, 800 km öster om huvudstaden Mexico City. Jamcósh ligger 1 860 meter över havet och antalet invånare är 349.
Terrängen runt Jamcósh är lite bergig. Runt Jamcósh är det ganska tätbefolkat, med 75 invånare per kvadratkilometer. Närmaste större samhälle är Ocosingo, 19,5 km nordost om Jamcósh. I omgivningarna runt Jamcósh växer i huvudsak städsegrön lövskog.